# Wskaźnik łatwości ruchu
Wskaźnik łatwości ruchu, wskaźnik EMV (od ang. ease of moment value) – wskaźnik giełdowej analizy technicznej służący do wyznaczania początku dłuższego trendu. Opiera się na cenach i obrotach na giełdzie.
Wyraża się go wzorem:
{\displaystyle EMV(n)={\frac {{\frac {P_{+}+P_{-}}{2}}-{\frac {P_{+}^{'}+P_{-}^{'}}{2}}}{\frac {V}{P_{+}-P_{-}}}},}
gdzie:
{\displaystyle P_{+}} – najwyższy kurs w aktualnym okresie,
{\displaystyle P_{-}} – najniższy kurs w aktualnym okresie,
{\displaystyle P_{+}^{'}} – najwyższy kurs w minionym okresie,
{\displaystyle P_{-}^{'}} – najniższy kurs w minionym okresie,
{\displaystyle V} – obrót.